# Poli (Latium)
Poli ist eine italienische Gemeinde mit 2208 Einwohnern (Stand 31. Dezember 2023) in der Metropolitanstadt Rom in der Region Latium.

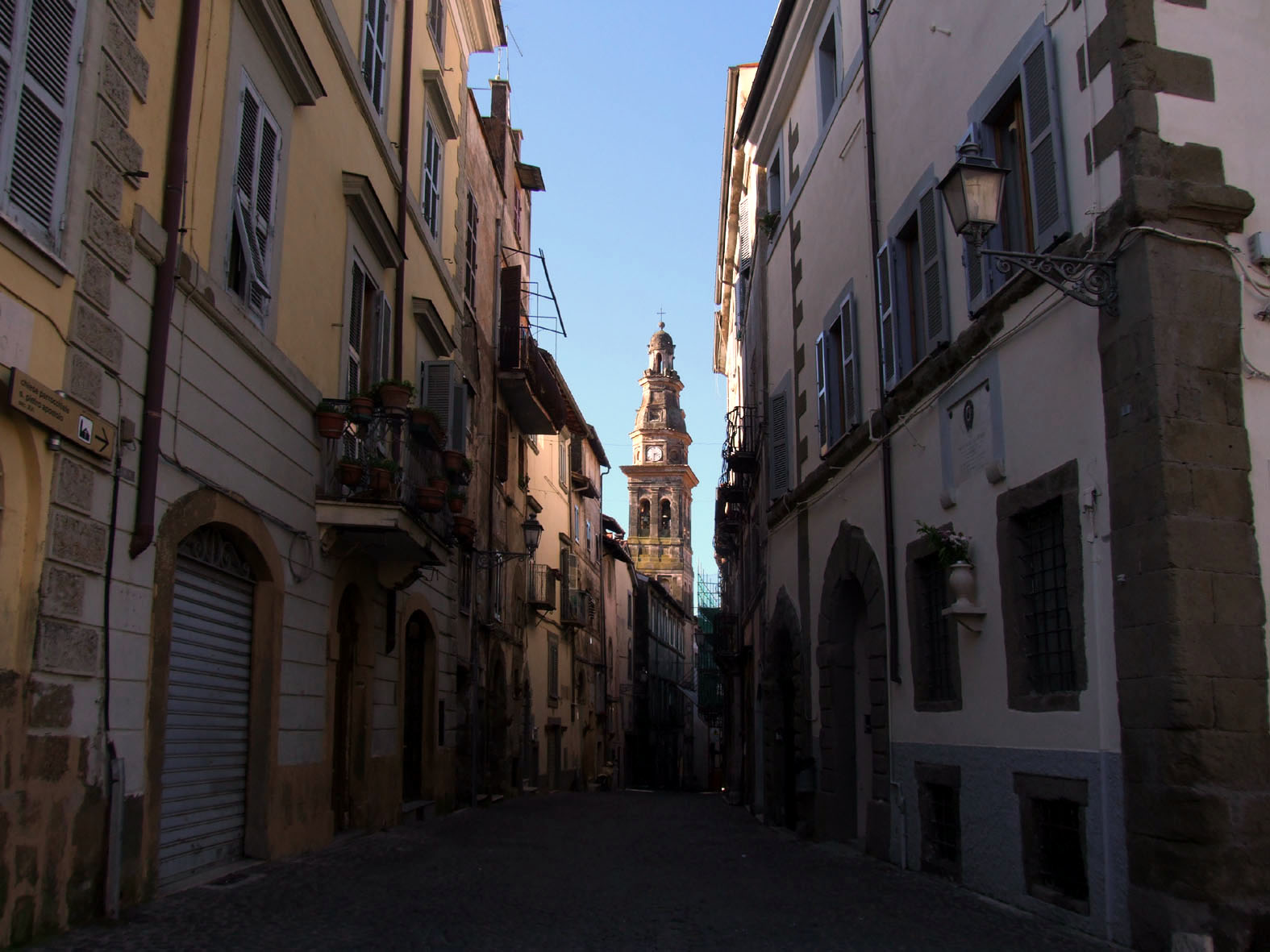
Poli

## Geographie
Poli befindet sich 39 km östlich von Rom und 17 km nördlich von Palestrina. Es liegt auf einem langgestreckten Hügel in den Monti Prenestini. Es ist Mitglied der Comunità Montana Monti Sabini e Tiburtini.
Die Nachbargemeinden sind: Capranica Prenestina, Casape, Castel San Pietro Romano, Rom und San Gregorio da Sassola.
Verkehr
Poli ist über die Via Polense (SP 49A) nach Rom angebunden. Die nächste Autobahnauffahrt ist Tivoli an der A24, Autostrada dei Parchi von Rom nach Teramo.

## Geschichte
Poli wurde erstmals schriftlich erwähnt, als Papst Gregor VII. 1074 den Ort dem Kloster von San Paolo gab. Danach war er im Besitz der Familie Oddoni. Von etwa 1200 bis 1808 stand Poli unter der Herrschaft der Conti, die im Jahre 1540 durch Papst Paul III. zu Herzögen erhoben wurde. Mit dem Tode von Michelangelo Conti ging der Besitz kurzzeitig an die Familie Sforza-Cesarini über. Seit 1820 gehörte er einer Linie der römischen Bankiersfamilie Torlonia, die noch heute den Titel eines Herzogs von Poli und Guadagnolo führt.

## Bevölkerungsentwicklung
| Jahr      | 1881 | 1901 | 1921 | 1936 | 1951 | 1971 | 1991 | 2001 |
| --------- | ---- | ---- | ---- | ---- | ---- | ---- | ---- | ---- |
| Einwohner | 1621 | 1802 | 1852 | 1858 | 1964 | 1888 | 2025 | 2163 |

Quelle: ISTAT

## Politik
Federico Mariani (Insieme per Poli) übt seit der Wahl vom 26. Juni 2019 das Amt des Bürgermeisters aus.

## Sehenswürdigkeiten
- Der große, aber außen wenig repräsentativ gestaltete Palazzo Conti wurde im 13.–14. Jahrhundert errichtet. Innen jedoch zeichnet er sich durch zahlreiche Wandfresken im Groteskenstil des Manierismus aus, so im Gewölbe der Hofeinfahrt und in der Loggia: Sie wurden um 1598 unter Lotario II. Conti, dem zweiten Herzog von Poli, geschaffen. Dessen Appartement im ersten Stock enthält Säle mit ähnlicher Freskengestaltung, die auch Veduten und Wappenabbildungen beinhaltet. Hinter einer Portikus ist im östlichen Flügel das Rathaus untergebracht. Im niedrigen rechten Seitenflügel ist die Palastkapelle integriert.
- Oberhalb des Herzogspalastes steht der Konvent der Padri Scolopi mit der Kirche Santo Stefano. Sie geht bis ins 10. Jahrhundert zurück. Ihre Apsis ist mit einer Kreuzigung Christi freskiert, die Taddeo Zuccari zugeschrieben wird.
- Im Ortszentrum befindet sich die Pfarrkirche S. Pietro Apostolo mit einem ungewöhnlichen Glockenturm, auf dem ein hohes, pagodenhaftes Oberteil sitzt.
- Im Westen liegt vor dem Ortszentrum die Villa Catena, ein der Spätrenaissance zugehöriges kompaktes Gebäude, das unter Lotario II. errichtet wurde. Es war in der Nachkriegszeit lange im Besitz des Filmproduzenten Dino de Laurentiis und ist restaurierungsbedürftig.

## Söhne und Töchter der Gemeinde
- Giannicolò Conti (1617–1698), Kardinal
- Michelangelo dei Conti (1655–1724), als Papst Innozenz XIII.
- Agostino Vallini (* 1940), römisch-katholischer Geistlicher, emeritierter Kardinalvikar der Diözese Rom und Erzpriester der Lateranbasilika